# Judo na Igrzyskach Ameryki Południowej 1990
Turniej judo na igrzyskach Ameryki Południowej odbył się w grudniu 1990 roku w Limie.

## Klasyfikacja medalowa
Gospodarz zawodów został zaznaczony kolorem.
| Miejsce | Państwo   |    |    |    | Razem |
| ------- | --------- | -- | -- | -- | ----- |
| 1       | Brazylia  | 6  | 3  | 3  | 12    |
| 2       | Ekwador   | 3  | 1  | 1  | 5     |
| 3       | Argentyna | 2  | 4  | 1  | 7     |
| 4       | Wenezuela | 1  | 3  | 1  | 5     |
| 5       | Peru      | 1  | 1  | 8  | 10    |
| 6       | Chile     | 1  | 0  | 8  | 9     |
| 7       | Urugwaj   | 0  | 1  | 1  | 2     |
| .       | Boliwia   | 0  | 1  | 1  | 2     |
| Razem   | Razem     | 14 | 14 | 24 | 52    |

## Medaliści

### Mężczyźni
| Konkurencja: | Złoto:             | Srebro:             | Brąz:                         |
| −56kg        | Daniel Moreno      | Willy Adolfo        | Pablo Gómez Camilo Pereyra    |
| −60kg        | Roger Durán        | Leonardo Salvucci   | Marcial Duarte Issac Carrión  |
| −65kg        | Henrique Guimarães | Francisco Morales   | César Galdames José Irey      |
| −71kg        | Marcio Feistauer   | Héctor Figueora     | Carlos Reyes Alvaro Bertolini |
| −78kg        | Diogo Ferri        | Pablo García        | Carlos Alvirena Luis Cárdenas |
| −86kg        | Fabián Estébanez   | Richard Luchtemberg | Ramiro Sanhueza Erick Bustos  |
| Ponad 86kg   | Fernando Ribeiro   | Marco Santroni      | Juan Dallacasa Víctor Inami   |

### Kobiety
| Konkurencja: | Złoto:             | Srebro:            | Brąz:                           |
| −48kg        | Carmen Chávez      | Elsy Montes        | Patricias Siesquen Iara Martins |
| −52kg        | Carolina Mariani   | Katiuska Santaella | María Alomoto Mónica Parra      |
| −56kg        | Jacqueline Vázquez | E.Vasconcelos      | Gladys Rojas                    |
| −61kg        | Xiomara Giffith    | Gloria Cabana      | Carla de Almeida Rosa Tapia     |
| −66kg        | Denis Alcivar      | Denisse Rodríguez  | Emma Cárdenas Esther Mendoza    |
| −72kg        | Rosana Moraes      | María Canga        | Nelly Ayala                     |
| Ponad 72kg   | Adilene Aparecida  | Roxana Céspedes    | ----                            |